# Порнография в Дании
Порнография в Дании доступна, её можно купить и найти в Интернете. В 1967 году Дания стала первой страной в мире, легализовавшей порнографию. В том же году страна легализовала порнографическую литературу. Впоследствии, 1 июля 1969 года, Дания стала первой страной в мире, легализовавшей изобразительную и аудиовизуальную порнографию, что способствовало дальнейшему продвижению «Золотого века порнографии» (1969–1984) в современной американской культуре, а позднее и во многих других странах по всему миру.
С тех пор жители Дании имеют свободный доступ к таким материалам. Все еще есть несколько правил: например, порнография должна быть скрыта от глаз детей и не может быть продана лицам младше 15 лет. Общественный телеканал Kanal København транслировал хардкорную порнографию бесплатно и незакодированно по ночам в начале 2000-х годов.
Порнография с участием лиц моложе 18 лет запрещена и наказуема. Порнографическая продукция не продается в общественных местах.
Порнографические фильмы и прямые трансляции в Интернете преследуются по закону. В Дании есть легально признанные производители порно, а также существует домашнее порно. Рядовые граждане страны могут скачивать непристойные материалы из Интернета и смотреть их без каких-либо опасений. Продажа и платная демонстрация запрещены и преследуются по закону.

## Прошлое
В Дании порнография была доступна узкому кругу лиц. Порнографические материалы тайно и «тихо» ввозились из-за границы, обычно из Западной Европы, Франции и Германии. После распада СССР, смены власти и падения большевистского правительства в Дании стала широко продаваться порнографическая продукция. Порнография стала доступна простому человеку. В 1990-х годах почти на всех рынках страны имелись пункты продажи видеопродукции, где можно было купить и порнографию. Начали продаваться иностранные порнографические журналы, такие как Playboy, Hustler, СПИД-Инфо.
В 2017 году бизнесмен Петер Мадсен убил известную шведскую телеведущую Ким Валль. Одной из причин называли просмотр убийцей жестокой порнографии, где женщине отрезают голову после плотского акта.

## Производство
Время создания первого порнографического фильма в Дании неизвестно. В стране есть признанные государством производители порно, но при этом производство порно разрешено и не преследуется законом. Домашнее порно в стране производится и распространяется через Интернет или между людьми «из рук в руки».
На рынке страны представлены все виды порно:
- ММ
- ЖЖ
- МЖ
- скотоложество

Участие в ММ, ЖЖ и скотоложестве не выделяется отдельно от других видов порнографии. Датское законодательство в отношении порнографии аналогично европейскому законодательству.
До 2015 года не существовало никаких конкретных ограничений против зоофильной порнографии, и такие дела подпадали под законы о жестоком обращении с животными. Если животному не причинялся вред или боль, такие действия не были незаконными. Ситуация изменилась в конце апреля 2015 года, когда Дания приняла новый закон, делающий секс с животными незаконным. Прежнее отсутствие законодательства якобы сделало Данию центром производства порнографии с животными. Это обвинение, однако, было отвергнуто как миф юридическим советом Det Dyreetiske Råd, который в ноябре 2006 года опубликовал обширный отчёт на тему секса с животными.
В период с 1969 по 1980 год корпорация Color Climax производила легальные фильмы с детской порнографией. С 1980 года детская порнография в Дании является незаконной. Распространение фото- или видеопорнографии с участием лиц моложе 18 лет является незаконным, хотя возраст согласия в Дании составляет 15 лет.